# Cadet Records
Cadet Records was een Amerikaans platenlabel waarop jazz uitkwam. Het label begon in 1955 onder de naam Argo Records, als een sublabel voor jazz van Chess Records. Argo veranderde in 1965 zijn naam in Cadet om verwarring met het gelijknamige (klassieke muziek-)label in het Verenigd Koninkrijk te voorkomen. Cadet stopte rond 1974 met het uitbrengen van platen toen zijn artiesten werden ondergebracht in Chess.
Op een sublabel van Cadet, Cadet Concept Records, kwam rock en meer avontuurlijke muziek uit, zoals de Rotary Connection en het experimentele, psychedelische album Electric Mud van Muddy Waters. Het label had in 1968 in Amerika een top 20-hit te pakken met de single "Pictures of Matchstick Men" van de Britse groep Status Quo, dankzij een licentieovereenkomst met Pye Records in Londen.
De masters van de Cadet-opnames zijn nu eigendom van Universal Music.

## Albumdiscografie (1965-1975)

### Voortzetting van de Argo 600 Jazz Series
| Catalogus nummer | Titel                                                  | Artiest                           |
| ---------------- | ------------------------------------------------------ | --------------------------------- |
| LPS-754          | Spectrum                                               | Illinois Jacquet                  |
| LPS-755          | Choice! The Best of the Ramsey Lewis Trio              | Ramsey Lewis Trio                 |
| LPS-756          | Cookin' the Blues                                      | James Moody                       |
| LPS-757          | The In Crowd                                           | Ramsey Lewis Trio                 |
| LPS-758          | Extensions                                             | Ahmad Jamal                       |
| LPS-759          | Musty Rusty                                            | Lou Donaldson                     |
| LPS-760          | Inter-Action                                           | Sonny Stitt and Zoot Sims         |
| LPS-761          | Hang On Ramsey!                                        | Ramsey Lewis Trio                 |
| LPS-762          | The Knack                                              | Interpreters                      |
| LPS-763          | Smoking with Willis                                    | Willis Jackson                    |
| LPS-764          | Rhapsody                                               | Ahmad Jamal with Strings          |
| LPS-765          | The Wailer                                             | Sonny Cox                         |
| LPS-766          | Playin' for Keeps                                      | Bunky Green                       |
| LPS-767          | Gotta Travel On                                        | Ray Bryant Trio                   |
| LPS-768          | Rough House Blues                                      | Lou Donaldson                     |
| LPS-769          | Man at Work - Reissue of Argo LP-655                   | Kenny Burrell                     |
| LPS-770          | Soul in the Night                                      | Sonny Stitt and Bunky Green       |
| LPS-771          | Swingin' - Reissue of Argo LP-611.                     | Ramsey Lewis Trio                 |
| LPS-772          | The Tender Gender                                      | Kenny Burrell                     |
| LPS-773          | Go Power!                                              | Illinois Jacquet                  |
| LPS-774          | Wade in the Water                                      | Ramsey Lewis                      |
| LPS-775          | Raising the Roof                                       | Odell Brown and Organ-izers       |
| LPS-776          | Paint It Black                                         | The Soulful Strings               |
| LPS-777          | Heat Wave                                              | Ahmad Jamal                       |
| LPS-778          | Lonesome Traveler                                      | Ray Bryant                        |
| LPS-779          | Have Yourself a Soulful Little Christmas               | Kenny Burrell                     |
| LPS-780          | The Latinization of Bunky Green                        | Bunky Green                       |
| LPS-781          | Slow Freight                                           | Ray Bryant                        |
| LPS-782          | The Movie Album                                        | Ramsey Lewis                      |
| LPS-783          | Gene Ammons Makes it Happen - Reissue Of Chess LP 1442 | Gene Ammons                       |
| LPS-784          | Mood to Be Wooed                                       | Diverse artiesten                 |
| LP-785           | Jug and Sonny - Edited Reissue Of Chess LP 1445        | Gene Ammons and Sonny Stitt       |
| LPS-786          | Standard Eyes                                          | Ahmad Jamal                       |
| LPS-787          | Goin' Down Home                                        | Don Patterson                     |
| LPS-788          | Mellow Yellow                                          | Odell Brown and the Organ-izers   |
| LPS-789          | Blowing in the Wind                                    | Lou Donaldson                     |
| LPS-790          | Goin' Latin                                            | Ramsey Lewis                      |
| LPS-791          | Feature Spot                                           | Eldee Young and Red Holt          |
| LPS-792          | Cry Young                                              | Ahmad Jamal with Voices           |
| LPS-793          | The Ray Bryant Touch                                   | Ray Bryant                        |
| LPS-794          | Dancing in the Street                                  | Ramsey Lewis                      |
| LPS-795          | Ain't Doing Too B-A-D, Bad                             | Bobby Bryant Sextet               |
| LPS-796          | Groovin' with the Soulful Strings                      | The Soulful Strings               |
| LPS-797          | Involvement                                            | John Klemmer Quartet              |
| LPS-798          | Ode to 52nd Street                                     | Kenny Burrell                     |
| LPS-799          | Up Pops Ramsey Lewis                                   | Ramsey Lewis                      |
| LPS-800          | Ducky                                                  | Odell Brown and the Organ-izers   |
| LPS-801          | Take a Bryant Step                                     | Ray Bryant                        |
| LPS-802          | Tell Mama                                              | Etta James                        |
| LPS-803          | Out of Different Bags                                  | Marlena Shaw                      |
| LPS-804          | There Is                                               | The Dells                         |
| LPS-805          | Another Exposure                                       | The Soulful Strings               |
| LPS-806          | Brand New Morning                                      | Frank D'Rone                      |
| LPS-807          | The Bright, the Blue and the Beautiful                 | Ahmad Jamal with Voices           |
| LPS-808          | And We Were Lovers                                     | John Klemmer Quartet with Strings |
| LPS-809          | Afro-Harping                                           | Dorothy Ashby                     |
| LPS-810          | Her Point of View                                      | Clea Bradford                     |
| LPS-811          | Maiden Voyage                                          | Ramsey Lewis                      |
| LPS-812          | The Natural Thing                                      | Brother Jack McDuff               |
| LPS-813          | The Peace-Maker                                        | Harold Land Quintet               |
| LPS-814          | The Magic of Christmas                                 | The Soulful Strings               |
| LPS-815          | Lou Donaldson at His Best                              | Lou Donaldson                     |
| LPS-816          | Yusef Lateef - Reissue of Argo LP 634                  | Yusef Lateef                      |
| LPS-817          | Getting Our Thing Together                             | Brother Jack McDuff               |
| LPS-818          | Up Above the Rock                                      | Ray Bryant                        |
| LPS-819          | Light My Fire                                          | Woody Herman                      |
| LPS-820          | Back By Demand: The Soulful Strings in Concert         | The Soulful Strings               |
| LPS-821          | Mother Nature's Son                                    | Ramsey Lewis                      |
| LPS-822          | The Dells Musical Menu: Always Together                | The Dells                         |
| LPS-823          | Odell Brown Plays Otis Redding                         | Odell Brown                       |
| LPS-824          | The Dells' Greatest Hits                               | The Dells                         |
| LPS-825          | Dorothy's Harp                                         | Dorothy Ashby                     |
| LPS-826          | Upchurch                                               | Phil Upchurch                     |
| LPS-827          | Another Voyage                                         | Ramsey Lewis Trio                 |
| LPS-828          | The Third Cup                                          | Eddie Fisher Quintet              |
| LPS-829          | Love Is Blue                                           | The Dells                         |
| LPS-830          | Sound Ray                                              | Ray Bryant                        |
| LPS-831          | Gin and Orange                                         | Brother Jack McDuff               |
| LPS-832          | Etta James Sings Funk                                  | Etta James                        |
| LPS-833          | The Spice Of Life                                      | Marlena Shaw                      |
| LPS-834          | String Fever                                           | The Soulful Strings               |
| LPS-835          | Heavy Exposure                                         | Woody Herman                      |
| LPS-836          | The Piano Player                                       | Ramsey Lewis                      |
| LPS-837          | Like It Is, Like It Was                                | The Dells                         |
| LPS-838          | Free Delivery                                          | Odell Brown                       |
| LPS-839          | The Best of Ramsey Lewis                               | Ramsey Lewis                      |
| LPS-840          | The Way I Feel                                         | Phil Upchurch                     |
| LPS-841          | The Rubaiyat of Dorothy Ashby                          | Dorothy Ashby                     |
| LPS-842          | Fried Buzzard                                          | Lou Donaldson                     |
| LPS-843          | Shades of Brown                                        | Shades of Brown                   |
| LPS-844          | Them Changes                                           | Ramsey Lewis                      |
| LPS-845          | Woody                                                  | Woody Herman                      |
| LPS-846          | Soulful Strings Play Gamble and Huff                   | The Soulful Strings               |
| LPS-847          | Losers Weepers                                         | Etta James                        |
| LPS-848          | Eddie Fisher & the Next Hundred Years                  | Eddie Fisher                      |

### Voortzetting van de Argo 4000 Blues Series
| Catalogus nummer | Titel                                  | Artiest                            |
| ---------------- | -------------------------------------- | ---------------------------------- |
| LP-4046          | Bob Hope on the Road to Vietnam        | Bob Hope                           |
| LPS-4047         | Jammin' with the Windjammers           | The Windjammers                    |
| LPS-4048         | Feeling Good                           | Jean DuShon                        |
| LPS-4049         | Tough!                                 | Art Blakey and The Jazz Messengers |
| LPS-4050         | Fred Wacker Big Band Swings Cool       | Fred Wacker Big Band               |
| LP-4051          | The Blues, Volume 5                    | Diverse artiesten                  |
| LPS-4052         | I'm So Good That I Don't Have to Brag! | Shel Silverstein                   |
| LPS-4053         | Weary Traveler                         | King Fleming                       |
| LP-4054          | Drain My Brain                         | Shel Silverstein                   |
| LPS-4055         | Call My Name                           | Etta James                         |
| LP-4056          | I Cried for You                        | Johnny Watson                      |
| LP-4057          | Carryin' On                            | Milt Trenier and Micki Lynn        |
| LP-4058          | Fighting Back                          | Greig McRitchie Band               |

### Chess/Cadet albumdiscografie onder GRT (1971-1975)
In 1971 werd Chess Records verkocht aan  General Recorded Tape (ook bekend als GRT Corporation), die de Chess en Cadet-labels voortzette in een label-nummering.
| Catalogus nummer       | Titel                                               | Artiest                         |
| ---------------------- | --------------------------------------------------- | ------------------------------- |
| Chess CH-50001         | Another Dimension                                   | Bo Diddley                      |
| Chess CH-50002         | Message to the Young                                | Howlin' Wolf                    |
| Chess CH-50003         | Etta James Sings Big Ones [Unissued?]               | Etta James                      |
| Cadet CA-50004         | Freedom Means                                       | The Dells                       |
| Cadet CH-50005         | Great Female Soul Vocalists                         | Diverse artiesten               |
| Cadet Concept CC-50006 | Hey Love                                            | The New Rotary Connection       |
| Cadet CA-50007         | Occasional Rain                                     | Terry Callier                   |
| Chess CH-50008         | San Francisco Dues                                  | Chuck Berry                     |
| Cadet CA-50009         | Mystical Lady                                       | Shirley Scott                   |
| Cadet Concept CC-50010 | Oh What a Lovely War                                | Colonel Bagshot                 |
| Cadet CA-50011         | Swahili Strut                                       | Bobby Bryant Sextet             |
| Chess CH-50012         | Muddy Waters Live at Mister Kelly's                 | Muddy Waters                    |
| Chess CH-50013         | Greatest Hits                                       | Little Milton                   |
| Chess CH-50014         | Power and Light                                     | Power & Light                   |
| Chess CH-50015         | Live and Cookin'                                    | Howlin' Wolf                    |
| Chess CH-50016         | Where it All Began                                  | Bo Diddley                      |
| Cadet CA-50017         | The Dells Sing Dionne Warwick's Greatest Hits       | The Dells                       |
| Chess CH-50018         | Basic Soul                                          | Koko Taylor                     |
| Cadet CA-50019         | What Color Is Love                                  | Terry Callier                   |
| Cadet CA-50020         | The Groover                                         | Ramsey Lewis                    |
| Cadet CA-50021         | Sweet as Funk Can Be                                | The Dells                       |
| Cadet 2CA-50022        | The Best of the Soulful Strings                     | The Soulful Strings             |
| Chess CH-50023         | Can't Git No Grindin'                               | Muddy Waters                    |
| Cadet CA-50024         | Check This Out                                      | Jack McDuff                     |
| Cadet CA-50025         | Lean on Me                                          | Shirley Scott                   |
| Cadet CA-50026         | Mr. Bojangles                                       | Sonny Stitt                     |
| Chess 2CH-50027        | This Is My Story                                    | Sonny Boy Williamson            |
| Chess CH-50029         | The London Bo Diddley Sessions                      | Bo Diddley                      |
| Chess 2CH-50030        | The Golden Age of Rhythm and Blues                  | Diverse artiesten               |
| Chess CH-50031         | Love More Than Pride                                | Laura Lee                       |
| Chess CH-50032         | Ghettos of the Mind                                 | Bama the Village Poet           |
| Chess 2CH-50033        | Fathers and Sons                                    | Muddy Waters                    |
| Cadet CA-50034         | Teardrops in the Rain                               | Johnny Nash                     |
| Cadet 2CA-50035        | Inspiration                                         | Ahmad Jamal                     |
| Cadet CA-50036         | Superstition                                        | Shirley Scott                   |
| Cadet CA-50037         | Give Your Baby a Standing Ovation                   | The Dells                       |
| Cadet 2CA-50038        | It Was a Very Good Year                             | Ray Bryant                      |
| Cadet 2CA-50039        | I Cover the Waterfront                              | Sonny Stitt                     |
| Chess CH-50040         | Come and Get Me                                     | Kim Tolliver                    |
| Cadet CA-50041         | I Just Can't Help Myself                            | Terry Callier                   |
| Chess CH-50042         | Etta James a.k.a. Only a Fool                       | Etta James                      |
| Chess CH-50043         | Bio                                                 | Chuck Berry                     |
| Cadet CA-50044         | Songs for Ageing Children                           | Dave Van Ronk                   |
| Chess CH-50045         | The Back Door Wolf                                  | Howlin' Wolf                    |
| Cadet CA-50046         | The Dells                                           | The Dells                       |
| Chess CH-50047         | Big Bad Bo                                          | Bo Diddley                      |
| Cadet CA-50048         | While My Guitar Gently Weeps                        | Jimmy Ponder                    |
| Cadet CA-50049         | Atlantis                                            | Daniel Salinas                  |
| Cadet CA-50051         | The Fourth Dimension                                | Jack McDuff                     |
| Cadet CA-50052         | In the Cut                                          | Ray Bryant                      |
| Chess CH-50053         | You Can All Join In                                 | The Violinaires                 |
| Cadet 2CA-50058        | Solid Ivory                                         | Ramsey Lewis                    |
| Cadet CH-50059         | Cross My Heart                                      | Billy Stewart                   |
| Cadet CA-50060         | Satan                                               | Sonny Stitt                     |
| Chess 2CH-60000        | Laugh Time                                          | Moms Mabley and Pigmeat Markham |
| Cadet CA-60001         | Back to the Roots                                   | Ramsey Lewis                    |
| Cadet 2CA-60002        | Charlie Parker Memorial Concert                     | Diverse artiesten               |
| Cadet 2CA-60003        | Rock Bottom                                         | Diverse artiesten               |
| Chess 2CH-60004        | Peaches                                             | Etta James                      |
| Chess 2CH-60005        | Got My Own Bag of Tricks                            | Bo Diddley                      |
| Chess 2CH-60006        | McKinley Morganfield A.K.A. Muddy Waters            | Muddy Waters                    |
| Cadet 2CA-60007        | Ha' Mercy                                           | Lou Donaldson                   |
| Chess CH-60008         | The London Howlin' Wolf Sessions                    | Howlin' Wolf                    |
| Chess 2CH-60009        | Moms and Pigmeat                                    | Moms Mabley and Pigmeat Markham |
| Cadet 2CA-60010        | Everything 'Bout Sax and Flute                      | James Moody                     |
| Chess 2CH-60011        | Mad Man's Blues                                     | John Lee Hooker                 |
| Chess 2CH-60012        | Chicago Blues Anthology                             | Various Artists                 |
| Chess CH-60013         | The London Muddy Waters Sessions                    | Muddy Waters                    |
| Chess 2CH-60014        | Boss Blues Harmonica                                | Little Walter                   |
| Chess 2CH-60015        | Blues Rock Cookbook: Montreux Festival              | Diverse artiesten               |
| Chess 2CH-60016        | Chester Burnette A.K.A. Howlin' Wolf                | Howlin' Wolf                    |
| Cadet 2CA-60017        | The Heatin' System                                  | Jack McDuff                     |
| Cadet 2CA-60018        | Inside                                              | Ramsey Lewis                    |
| Cadet 2CA-60019        | Cool Cookin'                                        | Kenny Burrell                   |
| Chess CH-60020         | The London Chuck Berry Sessions                     | Chuck Berry                     |
| Cadet CA-60021         | 12 X 6 The Hard Way                                 | Diverse artiesten               |
| Cadet CA-60022         | 12 X 6 The Easy Way                                 | Diverse artiesten               |
| Chess 2CH-60023        | Chuck Berry's Golden Decade Volume 2                | Chuck Berry                     |
| Cadet CA-60024         | 12 X 6 Volume 3                                     | Diverse artiesten               |
| Cadet CA-60025         | 12 X 6 Volume 4                                     | Diverse artiesten               |
| Chess 2CH-60026        | London Revisited with Howlin' Wolf and Muddy Waters | Howlin' Wolf and Muddy Waters   |
| Cadet CA-60027         | The Dells vs. The Dramatics                         | The Dells/The Dramatics         |
| Chess 2CH-60028        | Chuck Berry's Golden Decade, Volume 3               | Chuck Berry                     |
| Chess CH-60029         | Come a Little Closer                                | Etta James                      |
| Cadet CA-60030         | The Mighty, Mighty Dells                            | The Dells                       |
| Chess CH-60031         | "Unk" in Funk                                       | Muddy Waters                    |
| Chess CH-60032         | Chuck Berry                                         | Chuck Berry                     |
| Cadet CA-60033         | Got to Get Your Own                                 | Reuben Wilson                   |
| Chess CH-60034         | American Gypsy                                      | American Gypsy                  |
| Chess CH-60035         | The Muddy Waters' Woodstock Album                   | Muddy Waters                    |
| Chess CH-60036         | The Dells Greatest Hits, Volume 2                   | The Dells                       |
| Chess CH-60037         | Black Caucus Concert                                | Diverse artiesten               |
| Cadet 2CA-60038        | Early Visions                                       | Gene Ammons                     |
| Cadet CA-60039         | Magnetic Feel                                       | Jack McDuff                     |
| Cadet CA-60040         | Never Can Say Goodbye                               | Sonny Stitt                     |
| Chess CH-60042         | Music to Make Love By                               | Solomon Burke                   |
| Cadet CA-60044         | We Got to Get Our Thing Together                    | The Dells                       |